# World Professional Darts Championship
World Professional Darts Championship – najważniejsze wydarzenie w kalendarzu darta, najważniejszy turniej dla dartera, będący mistrzostwami świata. Organizowany corocznie w latach 1978-1993, po rozłamie, jest organizowany od 1994 przez dwie federacje – British Darts Organisation (BDO) i Professional Darts Corporation (PDC). Obie wersje mistrzostw są organizowane corocznie w styczniu.

## Zwycięzcy

### Przed rozłamem
| Rok  | Zwycięzca        | Narodowość |
| ---- | ---------------- | ---------- |
| 1978 | Leighton Rees    | Walia      |
| 1979 | John Lowe        | Anglia     |
| 1980 | Eric Bristow     | Anglia     |
| 1981 | Eric Bristow     | Anglia     |
| 1982 | Jocky Wilson     | Szkocja    |
| 1983 | Keith Deller     | Anglia     |
| 1984 | Eric Bristow     | Anglia     |
| 1985 | Eric Bristow     | Anglia     |
| 1986 | Eric Bristow     | Anglia     |
| 1987 | John Lowe        | Anglia     |
| 1988 | Bob Anderson     | Anglia     |
| 1989 | Jocky Wilson     | Szkocja    |
| 1990 | Phil Taylor      | Anglia     |
| 1991 | Dennis Priestley | Anglia     |
| 1992 | Phil Taylor      | Anglia     |
| 1993 | John Lowe        | Anglia     |

### British Darts Organisation
| Rok  | Zwycięzca             | Narodowość |
| ---- | --------------------- | ---------- |
| 1994 | John Part             | Kanada     |
| 1995 | Richie Burnett        | Walia      |
| 1996 | Steve Beaton          | Anglia     |
| 1997 | Les Wallace           | Szkocja    |
| 1998 | Raymond van Barneveld | Holandia   |
| 1999 | Raymond van Barneveld | Holandia   |
| 2000 | Ted Hankey            | Anglia     |
| 2001 | John Walton           | Anglia     |
| 2002 | Tony David            | Australia  |
| 2003 | Raymond van Barneveld | Holandia   |
| 2004 | Andy Fordham          | Anglia     |
| 2005 | Raymond van Barneveld | Holandia   |
| 2006 | Jelle Klaasen         | Holandia   |
| 2007 | Martin Adams          | Anglia     |
| 2008 | Mark Webster          | Walia      |
| 2009 | Ted Hankey            | Anglia     |
| 2010 | Martin Adams          | Anglia     |
| 2011 | Martin Adams          | Anglia     |
| 2012 | Christian Kist        | Holandia   |
| 2013 | Scott Waites          | Anglia     |
| 2014 | Stephen Bunting       | Anglia     |
| 2015 | Scott Mitchell        | Anglia     |
| 2016 | Scott Waites          | Anglia     |
| 2017 | Glen Durrant          | Anglia     |
| 2018 | Glen Durrant          | Anglia     |
| 2019 | Glen Durrant          | Anglia     |
| 2020 | Wayne Warren          | Walia      |

### Professional Darts Corporation
| Rok  | Zwycięzca             | Narodowość |
| ---- | --------------------- | ---------- |
| 1994 | Dennis Priestley      | Anglia     |
| 1995 | Phil Taylor           | Anglia     |
| 1996 | Phil Taylor           | Anglia     |
| 1997 | Phil Taylor           | Anglia     |
| 1998 | Phil Taylor           | Anglia     |
| 1999 | Phil Taylor           | Anglia     |
| 2000 | Phil Taylor           | Anglia     |
| 2001 | Phil Taylor           | Anglia     |
| 2002 | Phil Taylor           | Anglia     |
| 2003 | John Part             | Kanada     |
| 2004 | Phil Taylor           | Anglia     |
| 2005 | Phil Taylor           | Anglia     |
| 2006 | Phil Taylor           | Anglia     |
| 2007 | Raymond van Barneveld | Holandia   |
| 2008 | John Part             | Kanada     |
| 2009 | Phil Taylor           | Anglia     |
| 2010 | Phil Taylor           | Anglia     |
| 2011 | Adrian Lewis          | Anglia     |
| 2012 | Adrian Lewis          | Anglia     |
| 2013 | Phil Taylor           | Anglia     |
| 2014 | Michael van Gerwen    | Holandia   |
| 2015 | Gary Anderson         | Szkocja    |
| 2016 | Gary Anderson         | Szkocja    |
| 2017 | Michael van Gerwen    | Holandia   |
| 2018 | Rob Cross             | Anglia     |
| 2019 | Michael van Gerwen    | Holandia   |
| 2020 | Peter Wright          | Szkocja    |
| 2021 | Gerwyn Price          | Walia      |
| 2022 | Peter Wright          | Szkocja    |
| 2023 | Michael Smith         | Anglia     |
| 2024 | Luke Humphries        | Anglia     |

## Klasyfikacja zwycięzców mistrzostw świata
| Zawodnik              | Zwycięstw łącznie | Przed rozłamem | BDO | PDC |
| --------------------- | ----------------- | -------------- | --- | --- |
| Phil Taylor           | 16                | 2              | –   | 14  |
| Eric Bristow          | 5                 | 5              | –   | –   |
| Raymond van Barneveld | 5                 | –              | 4   | 1   |
| John Lowe             | 3                 | 3              | –   | –   |
| Martin Adams          | 3                 | –              | 3   | –   |
| Glen Durrant          | 3                 | –              | 3   | –   |
| John Part             | 3                 | –              | 1   | 2   |
| Michael van Gerwen    | 3                 | –              | –   | 3   |
| Jocky Wilson          | 2                 | 2              | –   | –   |
| Dennis Priestley      | 2                 | 1              | –   | 1   |
| Ted Hankey            | 2                 | –              | 2   | –   |
| Scott Waites          | 2                 | –              | 2   | –   |
| Adrian Lewis          | 2                 | –              | –   | 2   |
| Gary Anderson         | 2                 | –              | –   | 2   |
| Peter Wright          | 2                 | –              | –   | 2   |
| Leighton Rees         | 1                 | 1              | –   | –   |
| Keith Deller          | 1                 | 1              | –   | –   |
| Bob Anderson          | 1                 | 1              | –   | –   |
| Richie Burnett        | 1                 | –              | 1   | –   |
| Steve Beaton          | 1                 | –              | 1   | –   |
| Les Wallace           | 1                 | –              | 1   | –   |
| John Walton           | 1                 | –              | 1   | –   |
| Tony David            | 1                 | –              | 1   | –   |
| Andy Fordham          | 1                 | –              | 1   | –   |
| Jelle Klaasen         | 1                 | –              | 1   | –   |
| Mark Webster          | 1                 | –              | 1   | –   |
| Christian Kist        | 1                 | –              | 1   | –   |
| Stephen Bunting       | 1                 | –              | 1   | –   |
| Scott Mitchell        | 1                 | –              | 1   | –   |
| Wayne Warren          | 1                 | –              | 1   | –   |
| Rob Cross             | 1                 | –              | –   | 1   |
| Gerwyn Price          | 1                 | –              | –   | 1   |
| Michael Smith         | 1                 | –              | –   | 1   |
| Luke Humphries        | 1                 | –              | –   | 1   |